# Winfield House

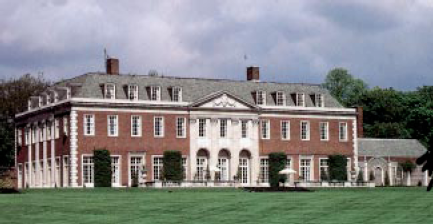
Winfield House, London

Winfield House ist ein Herrenhaus im Regent’s Park (London). Es ist die Dienstwohnung des US-Botschafters im Vereinigten Königreich. Das Anwesen umfasst 49.000 m² und ist damit der größte Privatpark in London nach dem des Buckingham Palace.

## Geschichte
Das ursprüngliche Gebäude auf dem Grundstück war Hertford Villa, die größte der acht Villen, die John Nash im Regent’s Park bauen ließ. Zu den Bewohnern gehörten die Marquesses of Hertford, Zeitungsbesitzer Harold Harmsworth, 1. Viscount Rothermere, und der amerikanische Finanzier Otto Hermann Kahn. Ein Feuer in den 1930er Jahren beschädigte die Villa; die amerikanische Woolworth-Erbin Barbara Hutton kaufte das Haus, ließ es abreißen und ersetzte es durch das heutige neo-georgianische Herrenhaus. Entworfen hat es Leonard Rome Guthrie vom englischen Architekturbüro Wimperis, Simpson and Guthrie. Der Name des Hauses geht zurück auf Barbara Huttons Großvater Frank Winfield Woolworth und dessen berühmtes Anwesen Winfield Hall in Glen Cove. Huttons einziges Kind Lance Reventlow wurde in Winfield House geboren.
Während des Zweiten Weltkriegs wurde Winfield House von einer Einheit der Royal Air Force genutzt. Cary Grant stattete während des Kriegs einen Besuch ab; er war zu jener Zeit mit Barbara Hutton verheiratet. Nach dem Krieg verkaufte Hutton das Haus für einen Dollar an die US-Regierung; seit 1955 dient es als Residenz des jeweiligen US-Botschafters.
Winfield House steht auf der Liste kulturell bedeutender Besitztümer der United States Secretary of State.
US-Präsident Barack Obama und seine Frau Michelle Obama waren während ihres London-Besuchs vom 31. März bis 2. April 2009 im Winfield House untergebracht.